# 6419 Сусоно
6419 Сусоно (6419 Susono) — астероїд головного поясу, відкритий 7 грудня 1993 року.
Тіссеранів параметр щодо Юпітера — 3,178.
Названо на честь міста Сусоно (яп. すその(裾野) сусоно).